# Лидовка (Молдова)
Лидовка (рум. Lidovca) — село в Унгенском районе Молдавии. Наряду с селами Алексеевка и Сагиены входит в состав коммуны Алексеевка.

## География
Село расположено на высоте 63 метров над уровнем моря.

## Население
По данным переписи населения 2004 года, в селе Лидовка проживает 91 человек (50 мужчин, 41 женщина).
Этнический состав села:
| Национальность | Число жителей | Процентный состав |
| -------------- | ------------- | ----------------- |
| молдаване      | 57            | 62,64             |
| украинцы       | 31            | 34,07             |
| гагаузы        | 2             | 2,2               |
| русские        | 1             | 1,1               |
| Всего          | 91            | 100 %             |